# The Devil's Double
The Devil's Double er en amerikansk stumfilm fra 1916 af William S. Hart.

## Medvirkende
- William S. Hart som Bowie Blake.
- Enid Markey som Naomi Tarleton.
- Robert McKim som Van Dyke Tarleton.
- Kisaburô Kurihara som Jose Ramirez.